# Архальбу II
Архальбу II (д/н — після 1313 до н. е.) — цар міста-держави Угарит близько 1315—1313 років до н. е.

## Життєпис
Походив з Аморейської династії Угаріта. Син царя Нікмадду II. Посів трон близько 1315 року до н.е. Про нього відомостей обмаль, згадується лише в 6 документах. Ймовірно зберігав вірність Єгипту, що зрештою призвело до конфлікту з Хеттською державою. Також ймовірно він долучився до антихеттського союзу на чолі із містом-державою Кадеш.
Зрештою близько 1313 року до н. е. Архальбу II був переможенний хеттським царем Мурсілі II, який відправив угаритського царя у заслання до власно хеттських земель. Подальша його доля невідома. Новим царем став брат попереднього — Нікмепа VI, що визнав зверхність хеттів.